# Городоцька сільська територіальна громада
Городоцька сільська громада — територіальна громада в Україні, в Рівненському районі Рівненської области. Адміністративний центр — с. Городок.
Площа громади — 134,2 км², населення — 10 626 осіб (2020).

## Населені пункти
У складі громади 12 сіл:
- Білівські Хутори
- Бронники
- Городок
- Караєвичі
- Карпилівка
- Метків
- Михайлівка
- Обарів
- Понебель
- Рогачів
- Рубче
- Ставки